# Бусирис (город, Нижний Египет)
Бу́сирис (др.-греч. Βούσιρις; Бусири копт. ⲃⲟⲩⲥⲓⲣⲓ «Дом Осириса») — древний город в Нижнем Египте в мухафазе Гарбия, находится к западу от Саиса на западном берегу Дамиеттского рукава Нила. Во времена фараонов город назывался Дже́ду (позднее — Пер-Усир-неб-Джеду).
В древности Джеду был главным городом девятого сепата в Египте. Город был центром культа Анеджти, позднее отождествлённого с Осирисом (у греков Бусирис). Слово Бусирис также использовалось как ссылка на «главного бога Бусириса» — Осириса. Современное название — Абусир Бана (араб. أبو صير بنا‎). Это название является соединением названия близлежащего города Бана (араб. بنا‎; копт. ⲡⲁⲛⲁⲩ «один из ослов, ослица») было добавлено, чтобы отличить его от других поселений с таким же названием, разбросанных по всему Египту.

## История
Город и сепат Джеду были переданы Гермотибийскому подразделению египетского ополчения. Он считался одним из мест рождения божества подземного мира Осириса, которому обычно давали эпитет «владыка Джеду», и его название, возможно, этимологически связано с ним. Праздник Исиды в Джеду был следующим по великолепию и значимости после праздника Баст в Бубастисе в египетском календаре. До сих пор сохранились значительные руины.
Действительно, храм Исиды и возникшая вокруг него деревушка, вероятно, находились на небольшом расстоянии от стен самого Джеду, поскольку Плиний (т. 10. с. 11) упоминает  «Isidis oppidum» в окрестностях города. Руины храма всё ещё видны немного к северу от Абусира, в деревушке Баххейт. В римскую эпоху город продолжал существовать, тогда же город стал центром местного епископата. В дошедших до нас документах упоминаются имена двух его первых епископов: Герман и Афанасий, последний из которых принимал участие во Втором Эфесском соборе в 449 году. В последующие века, начиная с VIII-го века, также известны имена нескольких коптских епископов города.
После мусульманского завоевания Египта город был переименован в Бусир Саманнуд (араб. بوصير سمنود‎). Местные копты верили, что он был назван в честь одного из колдунов древнего фараона, которого звали Бусир.